# Национальная музыкальная академия (София)
Национальная музыкальная академия «Проф. Панчо Владигерова» в Софии (болг. Националната музикална академия „Проф. Панчо Владигеров“) — высшее учебное заведение музыкального профиля в столице Болгарии — Софии, известное также по предыдущему (до 1995) названию — Болгарская государственная консерватория.

## История
Академия основана в 1921 году указом царя Бориса ІІІ. Носит имя болгарского композитора Панчо Владигерова.
Расположена Академия в двух зданиях. Обучение студентов осуществляется по 30 направлениям на трёх факультетах:
- Теоретико-композиторском и дирижерском,
- Инструментальном (классы фортепиано, скрипки, струнных инструментов, духовых инструментов, ударных инструментов, камерной музыки и клавишных инструментов),
- Вокальном (Классическое пение, музыкально-сценическая режиссура, поп- и джаз-искусство, балетное искусство).

## Известные преподаватели и выпускники
- Бадев, Георгий
- Бодуров, Любомир
- Владигеров, Панчо Хараланов
- Визнер, Генрих
- Гачев, Дмитрий Иванович
- Димитров, Сава
- Желязков, Здравко
- Кабаиванска, Райна
- Камиларов, Эмил
- Маринов, Веселин
- Михайлова, Екатерина
- Пенев, Димитр
- Попова, Зорница
- Попова, Катя
- Радев, Петко
- Равнопольская-Дин, Анна-Мария Йорданова
- Райчев, Виктор
- Михайлова, Райна
- Русев, Тончо
- Суружон, Леон
- Тахмизян, Эмма
- Чакыров, Эмил
- Заберски, Ангел